# Láb
Láb (in ungherese Láb, in tedesco Laab) è un comune della Slovacchia facente parte del distretto di Malacky, nella regione di Bratislava.